# Ancy-le-Franc
|  | Per a altres significats, vegeu «Castell d'Ancy-le-Franc». |

Ancy-le-Franc és un municipi francès, al departament del Yonne (regió de Borgonya - Franc Comtat). L'any 2007 tenia 1.062 habitants.

## Demografia

### Població
El 2007 la població de fet d'Ancy-le-Franc era de 1.062 persones. Hi havia 462 famílies, de les quals 195 eren unipersonals (89 homes vivint sols i 106 dones vivint soles), 140 parelles sense fills, 102 parelles amb fills i 25 famílies monoparentals amb fills.
La població ha evolucionat segons el següent gràfic:

### Habitatges
El 2007 hi havia 648 habitatges, 466 eren l'habitatge principal de la família, 69 eren segones residències i 113 estaven desocupats. 570 eren cases i 76 eren apartaments. Dels 466 habitatges principals, 298 estaven ocupats pels seus propietaris, 149 estaven llogats i ocupats pels llogaters i 19 estaven cedits a títol gratuït; 15 tenien una cambra, 41 en tenien dues, 123 en tenien tres, 127 en tenien quatre i 160 en tenien cinc o més. 298 habitatges disposaven pel capbaix d'una plaça de pàrquing. A 220 habitatges hi havia un automòbil i a 133 n'hi havia dos o més.

### Piràmide de població
La piràmide de població per edats i sexe el 2009 era:
| Homes | Edats   | Dones |
| ----- | ------- | ----- |
| 0     | 95 o +  | 12    |
| 12    | 90 a 94 | 32    |
| 12    | 85 a 89 | 48    |
| 0     | 80 a 84 | 12    |
| 24    | 75 a 79 | 56    |
| 44    | 70 a 74 | 56    |
| 16    | 65 a 69 | 12    |
| 28    | 60 a 64 | 44    |
| 36    | 55 a 59 | 4     |
| 40    | 50 a 54 | 48    |
| 36    | 45 a 49 | 48    |
| 44    | 40 a 44 | 44    |
| 20    | 35 a 39 | 32    |
| 24    | 30 a 34 | 24    |
| 16    | 25 a 29 | 20    |
| 32    | 20 a 24 | 24    |
| 36    | 15 a 19 | 16    |
| 36    | 10 a 14 | 36    |
| 24    | 5 a 9   | 40    |
| 20    | 0 a 4   | 12    |

## Economia
El 2007 la població en edat de treballar era de 562 persones, 378 eren actives i 184 eren inactives. De les 378 persones actives 331 estaven ocupades (180 homes i 151 dones) i 46 estaven aturades (25 homes i 21 dones). De les 184 persones inactives 90 estaven jubilades, 41 estaven estudiant i 53 estaven classificades com a «altres inactius».

### Ingressos
El 2009 a Ancy-le-Franc hi havia 454 unitats fiscals que integraven 949,5 persones, la mediana anual d'ingressos fiscals per persona era de 16.659 €.

### Activitats econòmiques
Dels 63 establiments que hi havia el 2007, 3 eren d'empreses alimentàries, 6 d'empreses de fabricació d'altres productes industrials, 6 d'empreses de construcció, 15 d'empreses de comerç i reparació d'automòbils, 6 d'empreses de transport, 3 d'empreses d'hostatgeria i restauració, 4 d'empreses financeres, 1 d'una empresa immobiliària, 6 d'empreses de serveis, 7 d'entitats de l'administració pública i 6 d'empreses classificades com a «altres activitats de serveis».
Dels 22 establiments de servei als particulars que hi havia el 2009, 1 era una oficina d'administració d'Hisenda pública, 1 gendarmeria, 1 oficina de correu, 3 oficines bancàries, 1 funerària, 3 tallers de reparació d'automòbils i de material agrícola, 1 autoescola, 2 paletes, 1 guixaire pintor, 2 fusteries, 1 electricista, 3 perruqueries, 1 restaurant i 1 saló de bellesa.
Dels 8 establiments comercials que hi havia el 2009, 1 era un hipermercat, 1 una botiga de més de 120 m², 2 fleques, 2 carnisseries, 1 una peixateria i 1 una joieria.
L'any 2000 a Ancy-le-Franc hi havia 5 explotacions agrícoles.

## Equipaments sanitaris i escolars
L'únic equipament sanitari que hi havia el 2009 era una farmàcia.
El 2009 hi havia 1 escola maternal integrada dins d'un grup escolar amb les comunes properes formant una escola dispersa i 1 escola elemental integrada dins d'un grup escolar amb les comunes properes formant una escola dispersa. Ancy-le-Franc disposava d'un col·legi d'educació secundària amb 236 alumnes.

## Poblacions més properes
El següent diagrama mostra les poblacions més properes.